# 豊明市公共施設巡回バス

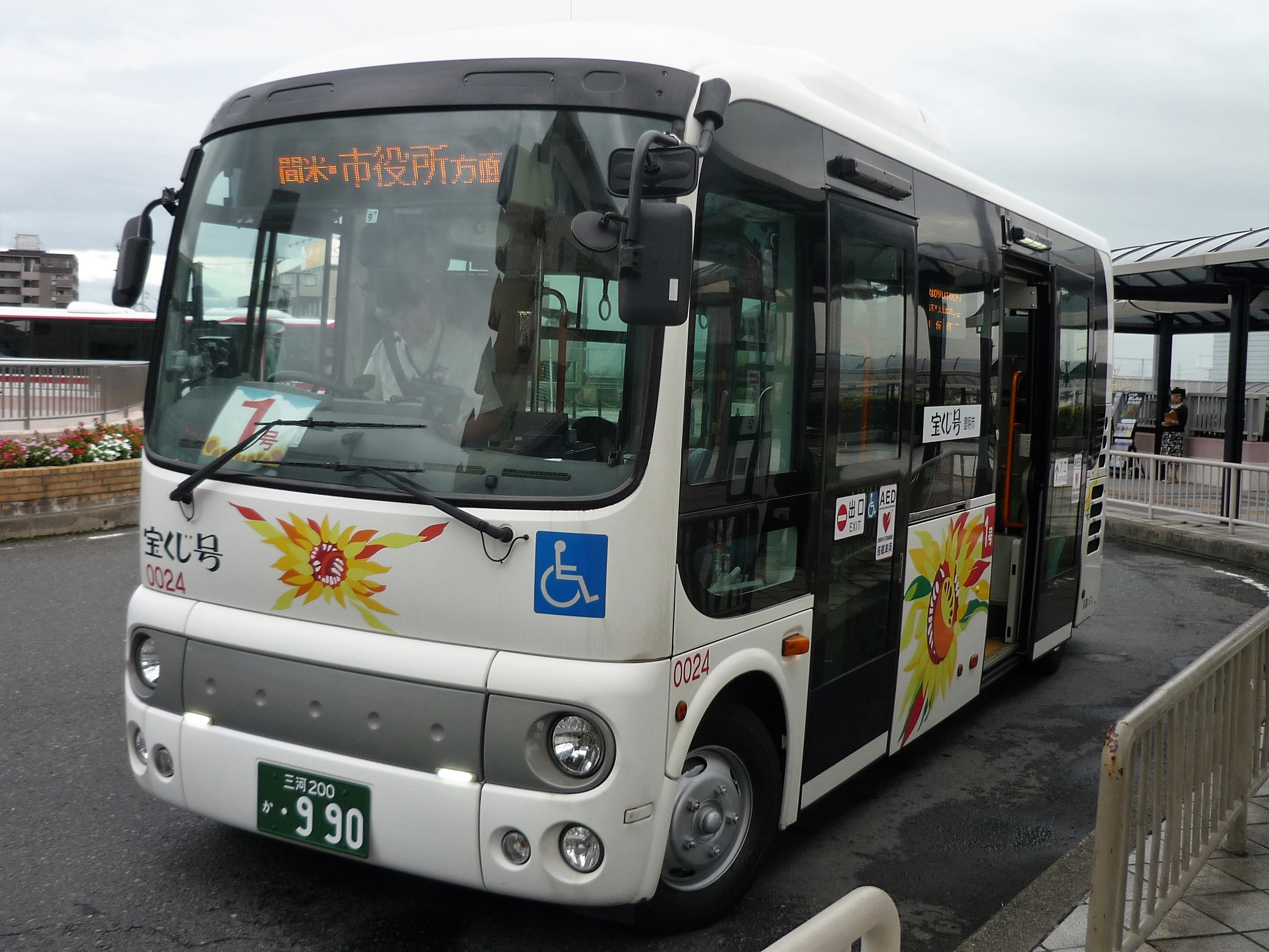
豊明市公共施設巡回バス

豊明市公共施設巡回バス（とよあけしこうきょうしせつじゅんかいバス）は、愛知県豊明市で運行されているコミュニティバス。愛称は「ひまわりバス」。

## 概要
名鉄バス知立営業所が委託運行しており、1号（主に西部を右回りで走る）と2号（主に西部を左回りで走る）と3号（主に東部を走る）がある。1号・2号・3号とも経路の異なるAコースとBコースとCコース（Cコースは3号のみ）を連続して運行している。1乗車は100円（市役所・文化会館・センター前・善波公園の4ヶ所の停留所で当日1回に限り、1号または2号と3号を乗り継ぐことができる）で、豊明市内在住の場合、中学生以下と身体障害者手帳・療育手帳・精神障害者保健福祉手帳携帯者とその付添人1人は無料。2012年までは65歳以上も無料であった（2013年からは代わって65歳以上を対象に1ヶ月500円の定期券を発売している）。
豊明市役所を基点に運行しており、1・2号と3号は前述の4ヶ所の停留所で相互に乗り換えることが出来る。但し、1日の運行本数は1・2号は7本、3号は5本と異なるため、乗り換えは不便。名鉄バスと同じ経路を走る区間もあるが、停留所の間隔が約300mと短いことと、大半は大回りとなって時間が掛かるため、競合にはなっていない。市内を走る名鉄名古屋本線への連絡も考慮されておらず利用しづらい。1号・2号・3号とも専用のバスは1台ずつのみで運行されており、検査や故障時などは名鉄の小型バス（専用車両と同型のイラストのない車両）が代走する。2007年度の利用者数は139,652人で、前後駅と市役所を結ぶ1号Aコースの利用者が40%以上を占める。
愛称となったひまわりは豊明市の花であり、「未来に向けて公共施設を回る」との意味が込められている。バスの車体に描かれているひまわりのイラストは、市内にある沓掛中学校美術部の生徒によってデザインされた。1999年（平成11年）11月2日に運行が開始された時は火・木・金・土曜日の週4日運行だったが、2001年（平成13年）4月3日に火曜日 - 土曜日の週5日運行になり、2004年（平成16年）6月1日に年始を除き毎日運行となった。2006年（平成18年）5月1日より市内若王子地区の小学生が沓掛小学校までひまわりバスによる通学をはじめた。約4kmの道程を1時間かけて徒歩通学していたのがひまわりバスを利用することで15分に短縮されたという。運行本数はさほど多くないため、帰りはこれまでどおり徒歩による下校となる。
2010年（平成22年）10月1日に路線再編が行われ、新たに複数のバス停や路線が新設された。2013年（平成25年）1月4日よりもう1台増車され、3路線の体制となった。3号用車両のデザインは公募によって決定された。
2019年4月1日に再び路線再編が行われ、2路線（中央循環コースと南部循環コース）両回りの体制になった。両路線は前後駅で当日1回に限り乗り継ぎできる。この再編で沓掛・大久伝地区、大脇地区、間米地区（一部を除く）からはひまわりバスがなくなったため、チョイソコが代替交通機関として機能している（チョイソコの利用は基本的に65歳以上に限定されるため、小学生を対象に無料送迎を開始）。
2011年（平成23年）2月11日よりmanacaを導入した。ただしひまわりバスは名鉄バスの直営路線ではないため、乗り継いでも割引されない。マイレージポイントも付かない。

## 沿革
- 1999年（平成11年）11月2日 - 運行開始
- 2001年（平成13年）4月3日 - 運行日拡大（週5日運行）
- 2004年（平成16年）6月1日 - 運行日拡大（毎日運行）
- 2013年（平成25年）1月4日 - 車両を1台増車し、3台体制になる。
- 2019年（平成31年）4月1日 - ルートを大幅に変更し、3台2路線体制になる。

## 路線一覧

### 2013年1月4日改正時点
本数はコースによって異なり、一日2 - 5本運行されている。各コースへは別コースから連続運行される。
ひまわりバス1号・2号
主に市西部と市中心部を結ぶ路線。1号が右回り、2号が左回りである（ただし1号と2号で一部経由停留所が異なる）。主な停留所（1号の順番を基準）は、市役所、前後駅、間米、文化会館、藤田医科大学病院。藤田医科大学病院を経由しないAコースと、経由するBコースが存在する。2019年1月4日より1号のルートが一部変更となり、大脇付近を経由しなくなった。
ひまわりバス3号
主に市東部と市中心部を結ぶ路線。主な停留所は、市役所、豊明駅、文化会館、藤田医科大学病院、豊明高校。愛知郡東郷町の一部を経由し、「薮田」「三ツ池」バス停で東郷町コミュニティバスじゅんかい君と乗り継ぎが出来る（名鉄バスが停車する半ノ木公園、相生山病院北は通過）。豊明高校・薮田・若王子方面へ向かうAコースと、中川・豊明駅方面へ向かうBコースと文化会館から藤田医科大学病院へ向かうCコース（このコースは1号のBコースと同じ）が存在する。

### 2019年4月1日以降の再編
中央循環コース（左回り赤ルート・右回り青ルート）
主に市中心部と前後駅、豊明駅を結ぶ路線。赤ルートは8本、青ルートは9本運行されている。主な停留所（赤ルートの順番を基準）は、豊明市役所、文化会館、藤田医科大学病院（経由しない便あり）、前後駅、豊明駅（経由しない便あり）。
南部循環コース（左回り緑ルート・右回り紫ルート）
主に市西部と前後駅を結ぶ路線。緑ルートは7本、紫ルートは6本、交互に連続運行されている。主な停留所（緑ルートの順番を基準）は、前後駅、落合公園、桶狭間古戦場伝説地、大根公民館。

## 車両
- 日野・ポンチョが3台配置されている。